# SELENE (sonda espacial)
SELENE, resultado da abreviação de Selenological and Engineering Explorer,  é sonda espacial de órbita lunar sob controle japonês, construída pela NASDA (órgão da JAXA) e lançada em 14 de setembro de 2007. O orbitador ficou popularmente conhecido como Kaguya no Japão, após uma escolha pública do nome do mesmo.
A missão teve seu fim em 10 de junho de 2009 com uma colisão controlada com a superfície da Lua.